# Henry Meige
Henry Meige (ur. 11 lutego 1866 w Moulins-sur-Allier, zm. 29 września 1940) – francuski lekarz neurolog.
Henri Meige uczył się medycyny od Jeana-Martina Charcota w Paryżu. Dyplom lekarza otrzymał w roku śmierci Charcota, w 1893. Otrzymał pracę w Hôpital de Salpêtrière i w École de Beaux-Arts, w latach 20. został profesorem.
Pierwsze prace naukowe Meige'a napisane wspólnie z Édouardem Brissaudem dotyczyły zmian kostnych w przebiegu akromegalii. Brissaud i Meige doszli do wniosku, że gigantyzm obserwowany przed osiągnięciem dojrzałości i akromegalia ludzi dorosłych mają wspólną przyczynę i są w zasadzie jedną chorobą. Podczas I wojny światowej Meige i Pierre Marie badali neuropatie. W 1902 wspólnie z Eugène Feindelem opisali szczegółowo tiki, uznane przez Meige'a za objawy uszkodzenia układu pozapiramidowego, inaczej niż uważał Charcot.
Meige był redaktorem "Nouvelle iconographie de la Salpêtrière" i "Schriftleiter of the Revue Neurologique".

## Wybrane prace
- Etude sur certains névropathes voyageurs. Paris, 1893.
- Meige H, Feindel E. Les tics et leur traitement. Paris, 1902.
- Tics. Paris, 1905.